# 楊丘文
杨丘文，辽朝官员，临潢人。
七世祖杨彦稠，后唐清泰年间，为定州兵马使，后来跟随后晋北迁，定居临潢府。杨丘文官至中书舍人，乾统三年（1103年），撰写柳谿玄心寺洙公壁记。他和僧人了洙，在辽宋边界的易水相遇，讨论儒学和佛教的关系。他的儿子杨伯渊，在金朝天会十四年（1136年）为进士。